# Fernand Janin
Pour les articles homonymes, voir Janin.
Georges Fernand Janin, né le 8 janvier 1880 à Nîmes et mort le 14 novembre 1912 à Toulouse, est un architecte français. Il repose au cimetière de Marsillargues.  Architecte et urbaniste, il fut pensionnaire de l'Académie de France à Rome de 1910 à 1912. Ses qualités de dessinateur étudiant à l'École des Beaux Arts de Paris furent mises à contribution par l'urbaniste américain Daniel H. Burnham pour l'illustration du livre The Plan of Chicago, édité en 1909.